# آنا بيريز
آنا بيريز (بالإسبانية: Ana Pérez Campos) هي لاعبة جمباز فني إسبانية، ولدت في 14 ديسمبر 1997 في إشبيلية في إسبانيا.

## وصلات خارجية
- آنا بيريز على موقع الاتحاد الدولي للجمباز (licence) (الإنجليزية)
- آنا بيريز على موقع الاتحاد الدولي للجمباز (biography) (الإنجليزية)
- آنا بيريز على موقع اللجنة الأولمبية الدولية (الإنجليزية)
- آنا بيريز على موقع أوليمبيديا (الإنجليزية)